# San Vito
San Vito là một đô thị ở tỉnh Sud Sardegna, vùng Sardegna của Ý, có vị trí cách khoảng 45 km về phía đông bắc của Cagliari. Đến thời điểm ngày 31 tháng 12 năm 2004, đô thị này có dân số 3.899 và diện tích là 231,8 km².
Đô thị San Vito có các frazioni (các đơn vị cấp dưới, chủ yếu là làng) San Priamo and Tuerra.
San Vito giáp các đô thị: Burcei, Castiadas, Muravera, Sinnai, Villaputzu, Villasalto.